# Улица Пинегина (Санкт-Петербург)

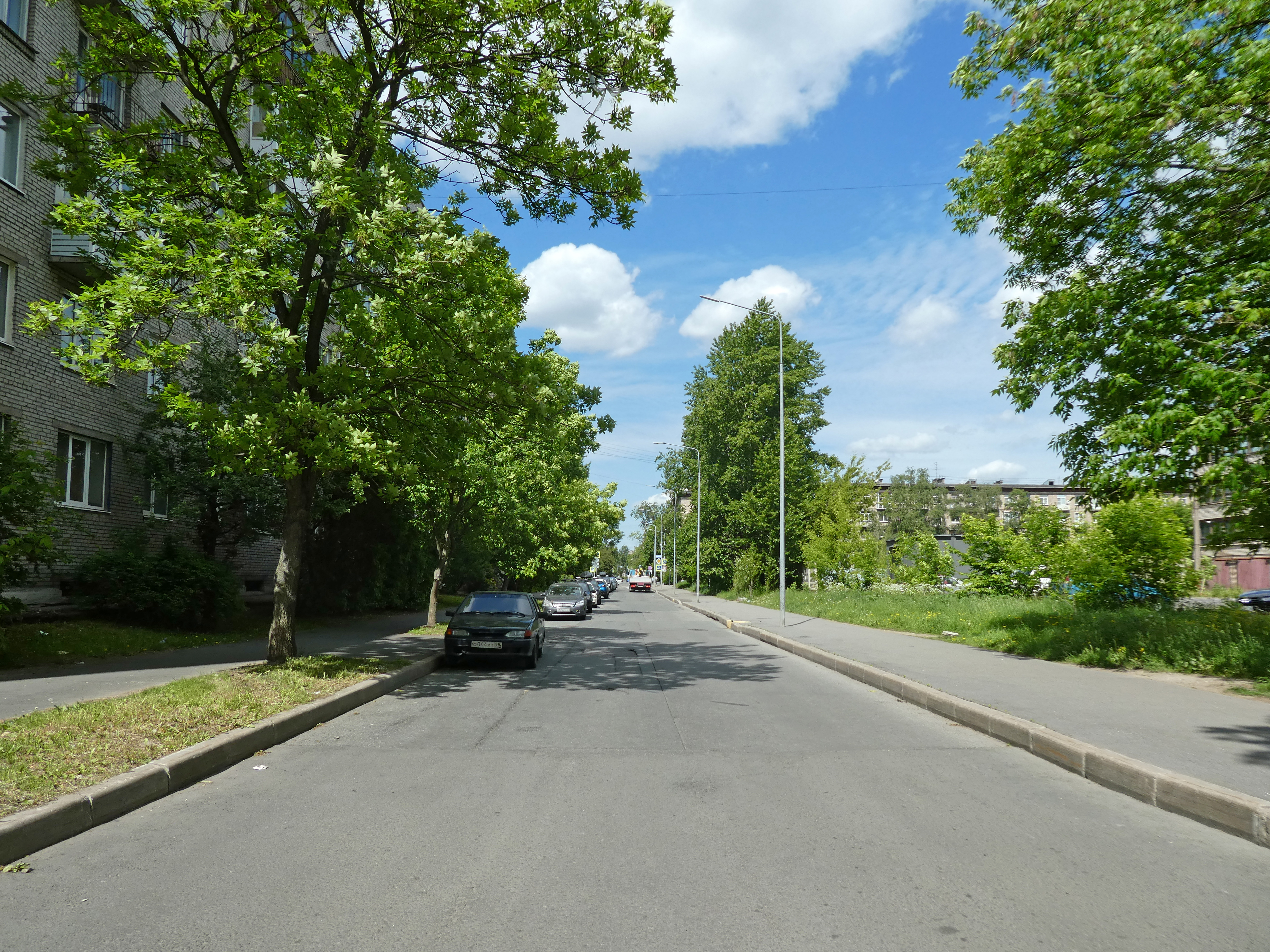
Вид от улицы Ткачей

Улица Пине́гина — улица в Невском районе Санкт-Петербурга, ограничена Большим Смоленским проспектом и улицей Ткачей.

## История
Первоначальное название Карловская улица (от улицы Ольминского до улицы Ткачей) известно с 1901 года, происходит от имени домовладельца фабриканта Карла Яновича Паля. С 1914 по 1950-е годы включала участок южнее улицы Ткачей. В 1957 году продлена до Большого Смоленского проспекта.
Переименована в улицу Пинегина 10 ноября 1985 года, в честь Н. В. Пинегина, полярного исследователя, участника экспедиции Г. Я. Седова.

## Пересечения
Пересекает следующие улицы:
- улица Ольминского
- проспект Елизарова
- улица Ольги Берггольц

## Достопримечательности
- Центр гигиены и эпидемиологии
- детский сад № 3
- Подростково-молодёжный клуб «Ленинградец»
- детский сад № 10
- детская поликлиника № 13 (дом 10)
- Палевский сад